# Карнија (Удине)
Карнија је насеље у Италији у округу Удине, региону Фурланија-Јулијска крајина.
Према процени из 2011. у насељу је живело 390 становника. Насеље се налази на надморској висини од 255 м.